# Maison de Loire
 (juin 2025).

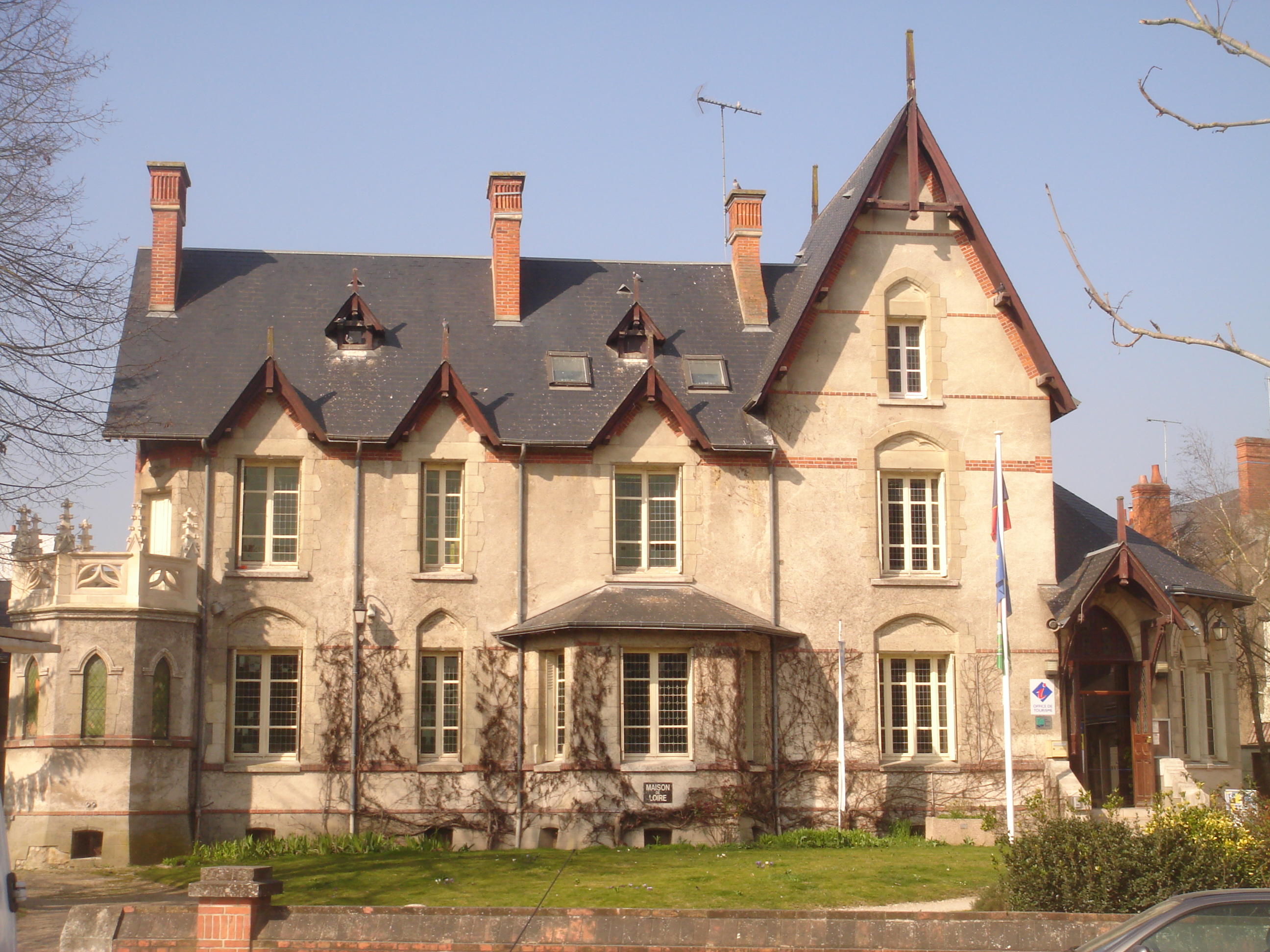
La maison de Loire du Loiret à Jargeau installée dans La Chanterie.

Les Maisons de Loire sont des structures associatives françaises de la région Centre-Val de Loire et de la région Pays de la Loire chargées de faire connaître, et de préserver les patrimoines culturels, naturels et paysagers du fleuve Loire. Elles sont des acteurs relais de l'inscription du Val de Loire au patrimoine mondial de l'UNESCO.
Le réseau est constitué de six associations loi de 1901 et d'intérêt général suivantes : l’association de la Maison de Loire du Cher, La Maison de Loire du Loiret, La Maison de Loire du Loir-et-Cher, L'Observatoire Loire,  La Maison de la Loire d'Indre-et-Loire, et La Maison de Loire en Anjou. Les associations sont agréées « association de protection de la nature et de l’environnement » et « association de jeunesse et éducation populaire ».
Depuis 1995, La Fédération des Maisons de Loire unit, anime et fédère, le réseau des Maisons de Loire. De Nevers à Angers, elle porte leurs valeurs, leurs initiatives et met en œuvre des projets communs autour de la Loire et de ses patrimoines. 

## Géographie
| Cinq Maisons de Loire et un Observatoire Loire sont disposés le long du fleuve sur le territoire de cinq départements et deux régions, d'amont en aval : - Belleville-sur-Loire (Cher), rive gauche, route de la Loire, au lieu-dit la P'tite Glas, ancienne ferme du Val de Loire ; - Jargeau (Loiret), rive gauche, sur le boulevard Carnot, dans La Chanterie, ancienne maison de la famille de Jacques Piédon, un ancien notaire et maire de Jargeau, acquise par la municipalité dans les années 1980 ; - Saint-Dyé-sur-Loire (Loir-et-Cher), rive gauche, au 73 de la rue Nationale, dans un ancien relais de poste du XVIIe siècle ; - La Chaussée-saint-Victor (Loir-et-Cher) , rive droite sur la levée de la Loire, au parc des Mées. - Montlouis-sur-Loire (Indre-et-Loire), rive gauche, au 60 quai Albert-Baillet, dans une bâtisse du XIXe siècle ayant appartenu à un négociant en vin, ; - Saint-Mathurin-sur-Loire (Maine-et-Loire), rive droite, au 20 de la Levée-du-Roi-René. | \| Belleville-sur-Loire Jargeau Saint-Dyé-sur-Loire Montlouis-sur-Loire Saint-Mathurin-sur-Loire \| |
| Belleville-sur-Loire Jargeau Saint-Dyé-sur-Loire Montlouis-sur-Loire Saint-Mathurin-sur-Loire | |

## Histoire
Au début des années 1980, un projet de réseau de maisons du fleuve est lancé dans plusieurs départements ligériens. Ces sites doivent notamment permettre d'informer le grand public au sujet de thématiques liées à l'écosystème de la Loire.
L'association « L'observatoire de la vallée d’Anjou » est créée en 1985.
Les communes d'implantation sont choisies en 1986 et les associations créées en 1987 dans le cadre de contrats de plan État-Région.
Les maisons de Loire de Jargeau, Montlouis-sur-Loire et Saint-Dyé-sur-Loire ouvrent en 1987.
La maison de Loire de Belleville-sur-Loire ouvre en 1990.
En 1996, les Maisons de Loire de Belleville-sur-Loire, Jargeau, Montlouis-sur-Loire et Saint-Dyé-sur-Loire s'unissent au sein de la « Fédérations des Maisons de Loire de la Région Centre »,.
En 2001, l'association d'éducation à l'environnement « L'observatoire Loire », basée à Blois, rejoint la fédération des maisons de Loire de la région Centre,.
En 2005, « L'observatoire de la vallée d’Anjou » devient « La maison de Loire en Anjou ».

## Organisation et activités

### Anjou
Le bureau de l'association est composé de 12 membres. L'association emploie huit salariés.

### Cher
L'association de la Maison de Loire du Cher gère la Maison de Loire du Cher par l'intermédiaire d'un conseil d'administration de 11 membres.

### Indre-et-Loire
L'association de la Maison de la Loire d'Indre-et-Loire est composée de bénévoles membres d'un conseil d'administration et d'une équipe de 4 salariés.

### Loir-et-Cher
La Maison de Loire du Loir-et-Cher est gérée par un bureau de cinq membres. Elle emploie quatre salariés. L'Observatoire Loire est géré par un conseil d'administration et cinq salariés.

### Loiret
L'association La maison de Loire du Loiret est constituée le 29 juin 1987.
En 2011, le conseil d’administration de l'association est composé de 19 membres élus et de 2 délégués de la commune de Jargeau ; 9 membres issus de ce conseil sont élus pour composer le bureau de l'association. L'association emploie quatre salariés : le directeur de l'association, deux éducateurs à l'environnement et un agent de développement local.
Elle gère un espace naturel sensible (ENS) : le site de Courpain à Ouvrouer-les-Champs (45)